# Metaphycus philippiae
Metaphycus philippiae is een vliesvleugelig insect uit de familie Encyrtidae. De wetenschappelijke naam is voor het eerst geldig gepubliceerd in 1908 door Masi.